# Linia kolejowa 86 Vámosgyörk – Újszász
Linia kolejowa Vámosgyörk – Újszász – linia kolejowa na Węgrzech. Jest to linia jednotorowa, w całości niezelektryfikowana. Łączy Vámosgyörk z Újszász i Szolnok. 

## Historia
Linia została otwarta w 1909 roku.